# 雪女神
雪女神（ゆきめがみ）は、2015年（平成27年）に山形県で育成されたイネ（稲）の品種。「蔵の華」を花粉親、「出羽の里」を種子親とする交配によって育成された酒米の一つ。山形県の2017年（平成29年）産醸造用米の選択銘柄となっている。山形や純粋な大吟醸酒をイメージした「雪」に、女性にも愛される酒になるようにとの願いを込めた「女神」から命名された。

## 品種特性
山形県が2001年から開発に取り組み、同県最初の大吟醸向け品種として育成された。熟期は中生。短稈で耐倒伏性が強い。
千粒重は26.9gと「出羽燦々」に比べて約1g大きく、心白発現率も高い。心白が小さいため50%以上の精米が可能。タンパク質含有量が少なく、大吟醸に向く。